# 1358

## Události
- První písemná zpráva o obci Malé Hradisko (okres Prostějov)
- První písemná zpráva o obci Horní Němčí
- Karel IV. dal založit kolem Prahy viničný pás v okruhu tří mil
- První písemná zmínka o obci Baliny
- První písemná zpráva o obci Lipnice u Českého Rudolce
- První písemná zmínka o obci Věžná (okres Pelhřimov)

### Probíhající události
- 1337–1453 – Stoletá válka
- 1351–1368 – Povstání rudých turbanů

## Narození
- 20. února – Eleonora Aragonská, kastilská královna († 13. srpna 1382)
- 19. března – Alžběta Lucemburská (1358–1373), rakouská vévodkyně, první manželka Habsburka Albrechta III. († 19. září 1373)
- 24. srpna – Jan I. Kastilský, král Kastilie a Leónu († 9. října 1390)
- 18. prosince – Ču Kang, čínský princ a vojevůdce († 30. března 1398)
- Eliška Norimberská, královna římskoněmecká jako manželka Ruprechta III. († 26. července 1411)

## Úmrtí
- 7. června – Ašikaga Takaudži, japonský samurajský velitel (* 1305)
- 20. července – Albrecht II. Moudrý, rakouský vévoda (* 1298)
- 30. července – Mikuláš Lucemburský, patriarcha aquilejský (* 1322)
- 31. července – Étienne Marcel, vůdce měšťanského povstání v Paříži (* mezi 1302 a 1310)
- 22. srpna – Izabela Francouzská, anglická královna jako manželka Eduarda II. a regentka (* cca 1295)
- 3. října – Mahaut de Châtillon, hraběnka z Valois, Anjou, Maine, Alençonu a Chartres a manželka Karla z Valois (* 1293)
- 9. prosince – Bohuslav z Pardubic, probošt litoměřické kapituly sv. Štěpána (* ?)
- ? – Isabela Bruce, norská královna jako manželka Erika II. (* 1272)
- ? – Fadrique Kastilský, mistr řádu Svatojakubských rytířů

## Hlava státu
- České království – Karel IV.
- Moravské markrabství – Jan Jindřich
- Svatá říše římská – Karel IV.
- Papež – Inocenc VI.
- Anglické království – Eduard III.
- Francouzské království – Jan II.
- Polské království – Kazimír III. Veliký
- Uherské království – Ludvík I. Uherský
- Norské království – Haakon VI.
- Švédské království – Magnus IV.
- Lucemburské vévodství – Václav Lucemburský
- Byzantská říše – Jan V. Palaiologos
- Osmanská říše – Orhan I.